# Taiga de Kamtxatka
L'ecoregió de la taiga de Kamtxatka (ID WWF: PA0604) és una "illa de coníferes" al centre de la península de Kamtxatka, al llarg del riu Kamtxatka. És l'exemple més oriental de taigà sibèria. La regió presenta unes condicions ecològiques inusuals, un "bosc de neu" que combina temperatures baixes, alta humitat i bosc boreal amb fortes nevades. L'ecologia local també es veu afectada per l'activitat volcànica. La regió té uns 300 km de llarg (nord-sud) i té una mitjana d'uns 100 km oest-est.  Es troba a la zona paleàrtica, i sobretot a l'ecoregió de boscos boreals/taigà amb un clima continental humit i un clima fresc d'estiu. Ocupa 147.064 km².

## Ubicació i descripció
L'ecoregió es troba a la vall central de la península Kamtxatka, entre les muntanyes Sredinni a l'est (aquestes formen la carena principal al mig de la península) i les muntanyes orientals a l'est. Les cadenes muntanyoses paral·leles fan una mitjana d'uns 1.000 metres d'alçada i cauen bruscament al fons de la vall del riu Kamtxatka que flueix entre elles. La plana fluvial és humida i al·luvial, els sòls són andosols (volcànics negres) i glesols (sòls d'aigües subterrànies saturats). L'ecoregió està envoltada per la tundra de la muntanya de Kamtxatka i la tundra forestal i els prats de Kamtxatka-Kuriles i les ecoregions de boscos dispersos. L'ecoregió es troba a latituds relativament altes (55 a 57 graus N).

## Clima
El clima de l'ecoregió és continental humit, d'estiu frescs ((Dfc)). El clima és una mica més continental que les zones costaneres i muntanyoses, i és capaç de suportar l’agricultura, però de manera molt marginal, sent més aviat majoritària la ramaderia.  La zona està ennuvolada la major part del temps: Kamtxatka té un dels nivells de núvols més alts del món, amb una mitjana de precipitacions de més de 15 dies al mes. La península es veu afectada pel corrent fresc al mar d’Okhotsk a l'oest, i el corrent de Kamtxatka oriental que flueix al sud-oest per la costa est a l’oceà Pacífic.
El període de creixement és de 90 a 119 dies.  No hi ha permafrost a l'ecoregió, a causa dels estius més càlids i la coberta de neu a l'hivern.

## Flora
A les cotes més baixes hi ha boscos de làrix daurià (L. cajanderi), avet de Yezo (Picea jezoensis) i bedoll blanc japonès (Betula platyphylla). A la zona també es troba el bedoll de pedra (Betula ermanii).

## Fauna
La regió és coneguda per les grans poblacions d'ós bru de Kamtxatka, l'ós més gran d'Euràsia. Altres espècies distintives inclouen la cabra de les neus, el cérvol del nord, la marmota negra (Marmota kamtschatica) i una subespècie de marta (Martes zibellina) específica de Kamtxatka. Els rius de la regió són llocs de desova importants per als peixos migratoris: totes les espècies de salmó es troben a l'illa.

## Proteccions
No hi ha àrees protegides a nivell federal a l'ecoregió.

## Amenaces
Els boscos de la vall central han estat sota pressió de tala durant segles. S'estima que només el 2,1% del bosc es troba en el seu estat original, però l'augment de l'activitat de conservació està posant més de la zona sota protecció.

## Zones urbanes i assentaments
No hi ha ciutats a la regió, només un grapat d'assentaments. Hi ha una carretera que recorre el riu Kamtxatka i un petit aeroport a la ciutat de Kozyrevsk; i a més l'àrea està molt poc poblada.

## Altres recursos
Entre els recursos naturals de la zona hi hauria el carbó, l'or, el tungstè, el platí, la mica, la pirita i el gas natural.